# Cloghernagh
Cloghernagh (en irlandais : Clocharnach, littéralement « lieu pierreux ») est le quatrième plus haut sommet des montagnes de Wicklow, avec 800 mètres d'altitude, en Irlande.